# Wissenschaftliche Hilfskraft
Wissenschaftliche oder studentische Hilfskräfte (WHK oder SHK) sind Beschäftigte an deutschen Hochschulen, die unterstützende Dienstleistungen in Forschung und Lehre erbringen.

## Begriff
Die offizielle Bezeichnung ist „wissenschaftliche Hilfskraft“ bzw. „studentische Hilfskraft“.
Umgangssprachlich werden studentische Hilfskräfte oft kurz als „HiWis“ bezeichnet. Dies kann als Abkürzung für „Hilfswissenschaftler“ gedeutet werden. Noch in den 1950er und 1960er Jahren weckte die Abkürzung Assoziationen zu den ebenfalls mit „HiWi“ abgekürzten „Hilfswilligen“ im Zweiten Weltkrieg – Hilfskräfte innerhalb der deutschen Wehrmacht und der SS, die aus den Reihen der Bevölkerung in besetzten Ländern rekrutiert wurden. Eine heute nicht mehr gebräuchliche, scherzhafte Bezeichnung ist „Hilfsbremser“. Die Verwendung der im alltäglichen Sprachgebrauch genutzten Abkürzungen (HiWi vs. SHK) variiert von Land zu Land; teils werden auch „WiHi“ oder „StHk“ verwendet. Seit 2018 wird im Thüringer Hochschulgesetz (§ 95 ThürHG) die wissenschaftliche Hilfskraft als wissenschaftlicher Assistent bezeichnet.

## Definition
Wissenschaftliche Hilfskräfte können auch im Forschungsbereich des Öffentlichen Dienstes (ÖD) arbeiten. Die Ausgestaltung der Arbeitsverhältnisse ist dabei den Ländern bzw. Hochschulen vorbehalten und kann sich dementsprechend unterscheiden. Wissenschaftliche Hilfskräfte sind vom Tarifvertrag für den öffentlichen Dienst der Länder (TV-L) ausgenommen. Nur in Berlin gibt es einen eigenständigen Tarifvertrag für studentische Beschäftigte.
Generell wird unterschieden zwischen wissenschaftlichen Hilfskräften mit einem Magister-, Diplom- oder Master-Abschluss (WHK), wissenschaftlichen Hilfskräften, die ein Hochschulstudium mit einer Regelstudienzeit von mindestens 6 Semestern (z. B. einen Fachhochschulstudiengang, einen Diplom-I-Studiengang oder einen Bachelor-Studiengang) erfolgreich abgeschlossen haben (WHB oder (veraltet) WHF), und in einem weiteren Sinne wissenschaftlichen Hilfskräften vor Abschluss eines Studiums (Studentische Hilfskräfte, SHK). Was konkret unter einer studentischen bzw. wissenschaftlichen Hilfskraft zu verstehen ist, regelt im Einzelnen das jeweilige Landeshochschulgesetz.
Die Beschäftigung als wissenschaftliche Hilfskraft ist unabhängig von der Möglichkeit einer Promotion. Grundsätzlich ist diese bei einer Tätigkeit nach einem entsprechenden Abschluss jedoch gegeben.

## Schuldrechtliche Vereinbarung
Im Zuge der Tarifverhandlungen zwischen den Gewerkschaften und der Tarifgemeinschaft deutscher Länder (TDL) wurde im Dezember 2023 eine schuldrechtliche Vereinbarung zwischen den Verhandlungspartnern getroffen. Diese sieht vor, dass die bisher geltenden Maximalentgelte der TDL aufgehoben werden. Stattdessen gilt ab Sommersemester 2024 ein TDL-weiter Minimallohn für studentische Hilfskräfte von 13,25 €, welcher zum Sommersemester 2025 auf 13,98 € erhöht wird. Eine unterschiedliche Behandlung von studentischen und wissenschaftlichen Hilfskräften ist hierbei nicht mehr zwingend vorgesehen.
Außerdem wird in der Vereinbarung eine Mindestvertragslaufzeit von einem Jahr festgelegt, von der nur in begründeten Fällen abgewichen werden kann. Des Weiteren muss in der nächsten Entgeltrunde erneut über die Mindestlöhne der Hilfskräfte verhandelt werden.
Die Vereinbarung ist nicht gleichbedeutend mit einem Tarifvertrag. Die Verpflichtungen sind nicht von den einzelnen Arbeitnehmern einklagbar, sondern nur von den Gewerkschaften. Auf der anderen Seite gilt keine Friedenspflicht, die Tarifparteien können jederzeit erneut Verhandlungen aufnehmen, ohne dass die Vereinbarung ungültig wird.

## Vergütung
Aufgrund der in der Tarifverhandlung 2023 erstrittenen schuldrechtlichen Vereinbarung erließ die Tarifgemeinschaft deutscher Länder am 28. Februar 2024 eine Richtlinie, welche die stufenweise Erhöhung der Entgelte für studentische Beschäftigte vorsieht. Darüber hinaus sollen wissenschaftliche Hilfskräfte je nach Hochschulabschluss höher bezahlt werden:
|                        | SHK     | WHK mit Bachelor-Abschluss | WHK mit Master-Abschluss |
| ---------------------- | ------- | -------------------------- | ------------------------ |
| Ab Sommersemester 2024 | 13,25 € | 13,83 €                    | 18,78 €                  |
| Ab Sommersemester 2025 | 13,98 € | 14,59 €                    | 19,81 €                  |

Einige Bundesländer setzten die Richtlinie bezüglich der wissenschaftlichen Hilfskräfte jedoch nicht oder anders um.
Die Kategorie „WHK mit Bachelor-Abschluss“ schließt Arbeiter mit Fachhochschulabschluss und nicht-akkreditierten Masterabschluss mit ein.

## Wissenschaftliche Hilfskräfte

### Tätigkeit
Wissenschaftliche Hilfskräfte erbringen unterstützende wissenschaftliche Dienstleistungen in Forschung und Lehre. Dabei sind sie Hochschullehrern (Professoren und Privatdozenten), Personen mit selbständigen Lehraufgaben oder Wissenschaftlichen Mitarbeitern zugeordnet (§ 46 Abs. 1 Hochschulgesetz). Die genaue Tätigkeit richtet sich nach dem Arbeitsvertrag bzw. Weisungen, dabei können auch Lehrtätigkeiten zur Vermittlung von Fachwissen, praktischen Fertigkeiten und wissenschaftlichen Methoden übertragen werden. Oft werden wissenschaftliche Hilfskräfte auch als Korrekturassistenten eingesetzt, beispielsweise um Hausarbeiten oder Klausuren zu korrigieren. Von wissenschaftlichen Mitarbeitern unterscheiden sich die wissenschaftlichen Hilfskräfte insoweit, als sie maximal 19 Stunden pro Woche beschäftigt werden dürfen. Auch werden diese nach Stundensätzen bezahlt und nicht in Stellen(-anteilen) angestellt und entlohnt. Ihre Arbeit kann, muss sich aber nicht zwingend im Grad der Selbständigkeit der Arbeitsleistungen unterscheiden. Im Gegensatz zu Wissenschaftlichen Mitarbeitern unterliegen wissenschaftliche Hilfskräfte nicht dem Tarifvertrag für den öffentlichen Dienst der Länder.
Im Jahr 2021 haben in Hessen 14 staatliche Hochschulen gemeinsam den „Kodex für gute Arbeit“ beschlossen. Dies führte in Folge dazu, dass Verträge als wissenschaftliche Hilfskräfte an mehreren Hochschulen nicht mehr verlängert wurden oder zukünftig nur noch in seltenen Fällen neu vergeben werden sollen.
In Bayern wurde mit Inkrafttreten des Bayerischen Hochschulinnovationsgesetzes im Jahr 2023 die Kategorie der wissenschaftlichen Hilfskräfte abgeschafft, es werden also keine neuen Arbeitsverträge mehr für diese Personalkategorie abgeschlossen.

## Studentische Hilfskräfte

### Tätigkeit
Studentische Hilfskräfte werden für Dienstleistungen in Forschung und Lehre und hiermit zusammenhängende Verwaltungstätigkeiten beschäftigt. Voraussetzung ist die Einschreibung an einer Hochschule als Studierender. Nach einem ersten berufsqualifizierenden Abschluss eines Hochschulstudiums ist eine Beschäftigung als SHK nur noch bei einer Einschreibung in einem Master-Studiengang oder einem Zweitstudium möglich, wobei dies von Hochschule zu Hochschule unterschiedlich interpretiert wird bzw. variiert und man demnach im Falle des Absolvierens eines weiteren Master-Studiengangs oder Zweitstudiums nicht garantiert bei jeder Hochschule als SHK angestellt werden kann, wenn man zuvor einen Master- oder Magisterabschluss erworben hat. Unter bestimmten Voraussetzungen können studentische Hilfskräfte auch Tutorien als Tutor leiten.
Kontakte zur Besetzung studentischer Hilfskraftstellen ergeben sich oft in Seminaren oder Vorlesungen, einige werden auch ausgeschrieben. Teilweise suchen sich Hochschullehrer Studenten aus, die ihnen bereits positiv aufgefallen sind. In Berlin werden Stand 2011 die Stellen in einem regulären Verfahren bekannt gemacht und unter Mitwirkung der Personalräte der studentischen Beschäftigten besetzt.
Studentische Hilfskräfte erbringen nach der Definition des Bundesarbeitsgerichts wissenschaftliche Dienstleistungen. Sie unterstützen Wissenschaft und Lehre durch eigene Leistungen, die „ihrer Art nach eine wissenschaftliche Dienstleistung“ sind. Davon zu unterscheiden sind Aushilfstätigkeiten. Wenn diese im Beschäftigungsverhältnis überwiegen, gelten auch für diese Arbeitsverhältnisse die tariflichen Regelungen (u. a. Tabellenentgelt, Urlaub, Kündigungsfristen) für den öffentlichen Dienst; sie sind dann auch nicht nach WissZeitVG, sondern nur nach dem TzBfG befristbar. Wurde eine Aushilfskraft fälschlicherweise als SHK angestellt, hat diese unter Umständen Anspruch auf Lohnnachzahlungen.  Sind beide Arten studentischer Beschäftigung gemeint, so wird im gewerkschaftlichen Rahmen oft die Bezeichnung „studentische Beschäftigte“ verwendet.
Im Berliner Hochschulgesetz wird in § 121 eine abweichende Definition verwendet.

### Arbeitsbedingungen
Die Verträge für studentische Hilfskräfte werden meist über 3 bis 19 Stunden pro Woche abgeschlossen. Um nicht sozialversicherungsrechtlich als Arbeitnehmer eingestuft zu werden, muss diese Tätigkeit weniger als die Hälfte der Wochenarbeitszeit im betreffenden Land sein, weshalb die Maximaldauer abweichen kann. Für die vorlesungsfreie Zeit sind umfangreichere Verträge zulässig.
Die Vergütung wird meist vom Land, teilweise auch von der Hochschule festgelegt. Allerdings gibt es Höchstlöhne, die von der Tarifgemeinschaft deutscher Länder (alle Länder außer Berlin und Hessen) 1993 festgelegt wurden. Die Vergütung entsprach dem damaligen Stundenlohn der Vergütungsgruppe VIII/IX (umgerechnet 8,06 €) des Bundes-Angestelltentarifvertrags. Diese Richtlinie wurde zuletzt am 23. Juni 2008 beschlossen und seitdem bezüglich der Entgelthöhen regelmäßig angepasst.
Der Arbeitsvertrag kommt zwischen der studentischen bzw. wissenschaftlichen Hilfskraft und der jeweiligen Hochschule, vertreten durch deren Kanzler oder Rektor/Präsidenten zustande. Hochschulen sind im Regelfall Körperschaften des öffentlichen Rechts. Die Hilfskraft ist somit im Öffentlichen Dienst beschäftigt.
Es gelten auch für die studentischen Hilfskräfte die gesetzlichen Regelungen so zum Jahresurlaub (bei einer wöchentlichen Arbeitszeit von 10 Stunden können 3 Stunden pro vollem Beschäftigungsmonat in Anspruch genommen werden), zur Entgeltfortzahlung, beim Mutterschutz, zum Arbeitsschutz und zur Unfallversicherung sowie die Ausschreibungspflicht und die Pflicht auf ein Arbeitszeugnis. Diese Regelungen finden in aller Regel aus Unkenntnis bei den Betroffenen aber nur selten Anwendung. Die bereits benannte Richtlinie enthält einen Musterarbeitsvertrag, die jedoch zu diesen Fragen keine Informationen enthält und lediglich allgemein auf die Gesetze verweist. Bezahlter Urlaub steht laut § 1 Bundesurlaubsgesetz jeder Arbeitnehmerin zu, so auch den SHK.
2012 stellte die Gewerkschaft Erziehung und Wissenschaft eine von der Max-Traeger-Stiftung geförderte Studie „Studentische MitarbeiterInnen – Zur Situation und Lage von studentischen Hilfskräften und studentischen Beschäftigten an deutschen Hochschulen und Forschungseinrichtungen“ vor, die einen Überblick über die Lage der studentischen Mitarbeiter im deutschen Hochschul- und Forschungssystem gibt. Enthalten sind u. a. Informationen zum Profil, zu den Beschäftigungsverhältnissen und zu den Arbeitsbedingungen.
In der Regel werden Hilfskraftverträge als geringfügige Beschäftigung erfüllt. Hochschulen stellen in den letzten Jahren aber auch verstärkt Werk- und Honorarverträge aus, die formal als selbstständige Tätigkeit zu werten sind, wenngleich umstritten ist, ob es sich in jedem Fall um derartig unabhängige Beschäftigungsarten handelt. Teils wird auch das Halten von Tutorien als (unbezahltes) Praktikum verlangt.
Für Hilfskräfte, die Übungen oder Ähnliches leiten, gilt – wie in anderen pädagogischen Berufen auch – die Übungsleiterpauschale, welche nicht versteuert werden muss. Stand 2024 liegt diese bei 3000 € jährlich.

### Vertretung
Nach den Personalvertretungsgesetzen der meisten Länder werden Studentische Hilfskräfte nicht als Personal definiert und somit nicht personalvertretungsrechtlich umfasst. So legt beispielsweise das Land Thüringen fest:

„§ 88 Abweichungen für Hochschulen

Für Hochschulen im Geschäftsbereich des für Hochschulwesen zuständigen Ministeriums gilt dieses Gesetz mit folgenden Abweichungen:(…)
Gastweise, nebenamtlich und nebenberuflich an einer Hochschule Tätige sowie diejenigen, die an der Hochschule, an der sie als Studenten immatrikuliert sind, eine Beschäftigung ausüben, gelten nicht als Beschäftigte im Sinne dieses Gesetzes.“

Daher können Hochschulpersonalräte oft nur sehr eingeschränkt Hilfe leisten. Nach dem Bremer Recht ist diese Gruppe zwar vom Vertretungsrecht umfasst, da aber die Studierenden am „Wahltage seit sechs Monaten der Dienststelle angehören oder seit einem Jahr in öffentlichen Verwaltungen oder von diesen geführten Betrieben beschäftigt“ (§ 10 BremPersVG) sein müssen, haben sie aufgrund der üblichen kurzen Befristungsdauer nur selten auch ein aktives Wahlrecht. Ähnlich ist die Situation in Bayern: Nach dem BayPVG (§ 13 Abs. 3 lit. a) besteht kein Wahlrecht für Personen mit einer Befristung von maximal sechs Monaten. Wählbar ist nur wer
- seit sechs Monaten dem Geschäftsbereich ihrer obersten Dienstbehörde angehören und
- seit einem Jahr in öffentlichen Verwaltungen oder von diesen geführten Betrieben beschäftigt sind.[20]

Studentische Vertretungen sind nach den Hochschulgesetzen nicht zur Personalvertretung berechtigt und können sich der SHK nur politisch annehmen oder durch Informationen Hilfe leisten.
Lediglich im Land Berlin existiert ein eigener Personalrat für diese Beschäftigtengruppe. So definiert das Berliner Personalvertretungsgesetz für die studentischen Hilfskräfte je Hochschule eine eigene Dienststelle. Aufgrund der regelmäßigen Mindestbefristungsdauer von vier Semestern (§ 121 Abs. 3 Satz 1 BerlHG) wirkt sich hier die Mindestbeschäftigungsklausel (drei Monate) nicht so gravierend aus wie in anderen Ländern.
In NRW besteht nach § 46a des Landeshochschulgesetz NRW für die Hochschulen derzeit die Pflicht zur Schaffung von „Beauftragte für die Belange studentischer Hilfskräfte“.

## Bedeutung
Parlamentarische Anfragen haben gezeigt, dass Hilfskräfte an den Hochschulen mittlerweile einen relevanten Anteil des Personals umfassen und ihre Tätigkeit enorme Bedeutung erlangt hat. So stellen in Thüringen Hilfskräfte zwischen 15 und 46 % der Beschäftigten (FSU Jena: 41 %). Studentische Beschäftigte erbringen teils jede vierte Arbeitsstunde.
Die befristete Tätigkeit als wissenschaftliche Hilfskraft wird nicht auf die Maximalbefristungsdauer von sechs Jahren bis zum Abschluss einer Promotion angerechnet.
Typischerweise wird wissenschaftlichen Hilfskräften in der Danksagung einer wissenschaftlichen Publikation für ihre Hilfe in der Forschung gedankt.